# 刘少奇故居

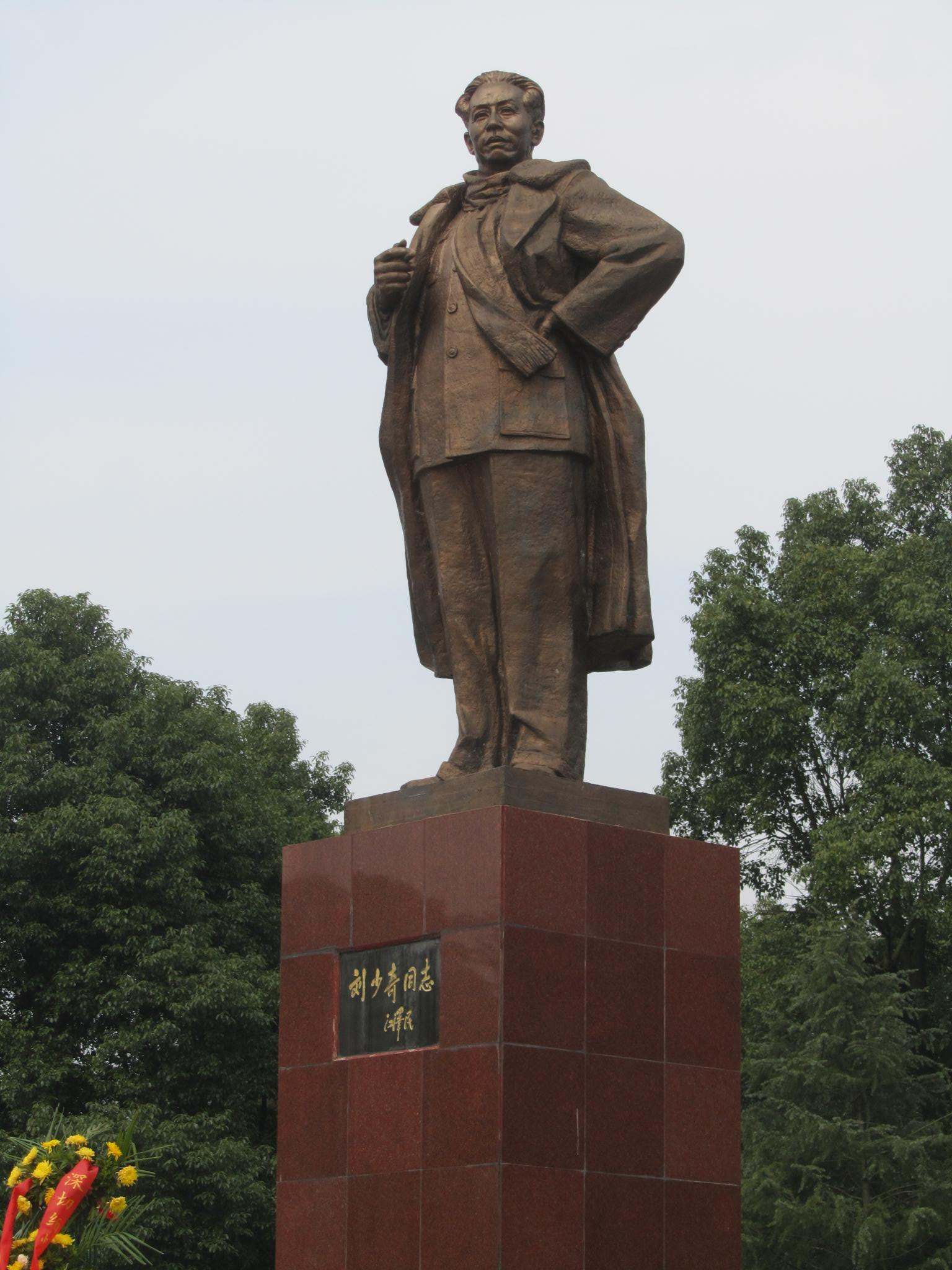
刘少奇雕像

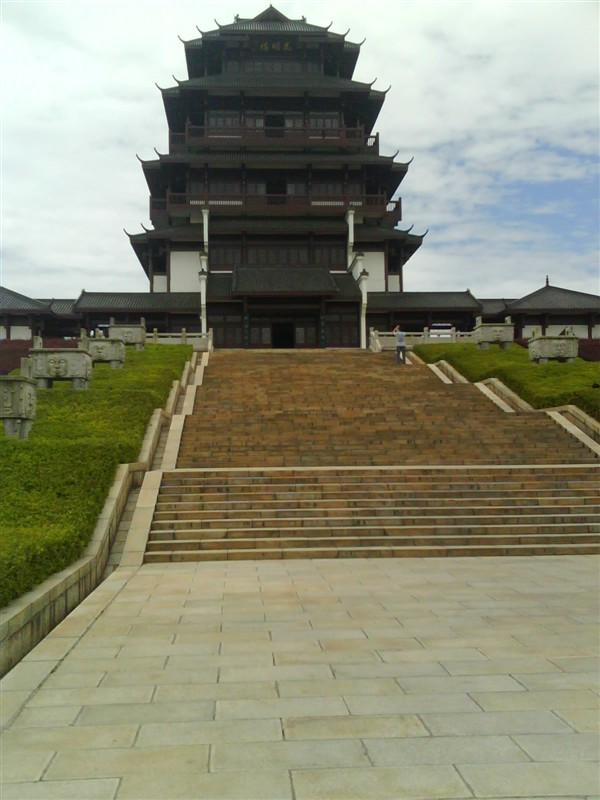
宝塔

刘少奇故居，坐落在湖南省长沙市宁乡市花明楼镇，是已故前中华人民共和国主席刘少奇的诞生地。现已辟为长沙市主要旅游景点，第一批国家一级博物馆，是国家5A级旅游景区的花明楼景区重要构成部分。它距离韶山毛泽东故居20公里，距离宁乡市城区35公里。

## 地址
刘少奇故居坐落于中国湖南省长沙市宁乡市花明楼镇的花明楼景区，该景区内主要包括以刘少奇故居，刘少奇故里门楼广场、铜像广场等为主要内容的纪念场馆及其他旅游景观。

## 沿革
1871年建立，属砖木结构的普通江南四合院。
1959年，由湖南省人民政府公布为湖南省级文物保护单位并对外开放。自1959开放到1990年，故居先后经过四次修缮。
1961年5月，时任中国国家主席的刘少奇带着夫人王光美回湖南时曾在故居住宿和办公。
1961年，公共食堂解散，人民公社社员住房拥挤，刘少奇决定将旧居房屋分给社员。
文化大革命初期，故居遭受了严重破坏，所藏文物展品几乎散失殆尽，于1966年10月1日关闭。
1980年2月，中共十一届五中全会为刘少奇冤案彻底平反昭雪后，湖南省委与宁乡县委对故居进行了全面修缮和复原，基本上恢复了1961年刘少奇回乡调查在此居住时的情形，并于1980年3月5日重新对外开放。
1983年11月24日，刘少奇诞辰85周年时，邓小平为湖南宁乡刘少奇故居题了匾额：“刘少奇同志故居”。
1988年1月，由国务院公布为全国重点文物保护单位（第三批）。

## 故居
故居是一栋砖木结构的普通江南四合院，坐东望西。共有房屋21间半，占地面积1300多平方米，建筑面积1074平方米。现有展品200余件。
故居正门为邓小平题写的“刘少奇同志故居”匾额，堂屋内陈列一本清朝同治十年的历书和1961年5月刘少奇、王光美在故居的合影。由堂屋向南至刘少奇二哥刘云庭的卧室；向里行即至刘少奇的卧室，室内摆着书桌、太师椅和床等；出此卧室可至酒房，为刘家以前储酒、卖酒的地方；由酒房向东，至刘少奇大哥刘墨卿的卧室；与刘墨卿卧室并列的是刘少奇父母的卧室，室内有床、床头柜、书桌、板柜、梳妆台等；客厅是一间横堂屋，有香烛柜、八仙桌、条凳等；邻横堂屋的是刘少奇三哥刘作衡的卧室；故居专设有书房，此外还有农具室、烤火屋、牛栏屋、猪栏屋等杂屋。

## 图册

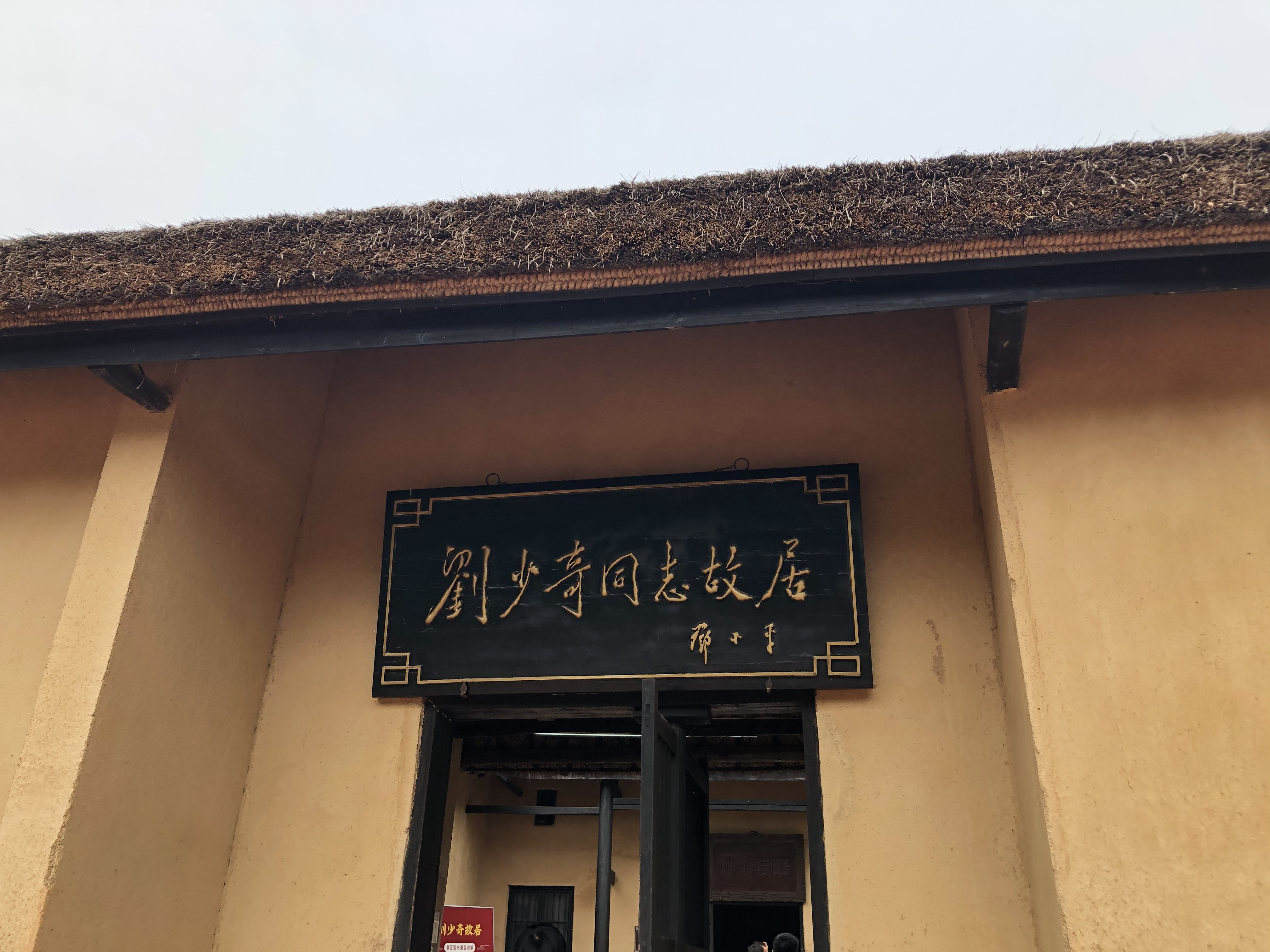
邓小平题字的刘少奇故居。
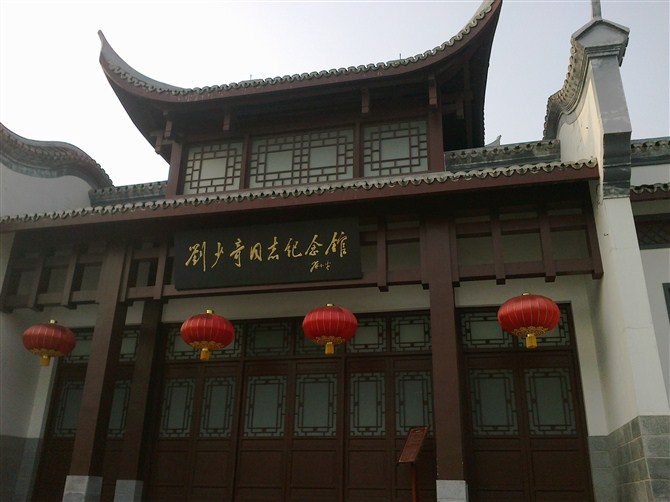
刘少奇同志纪念馆外景。
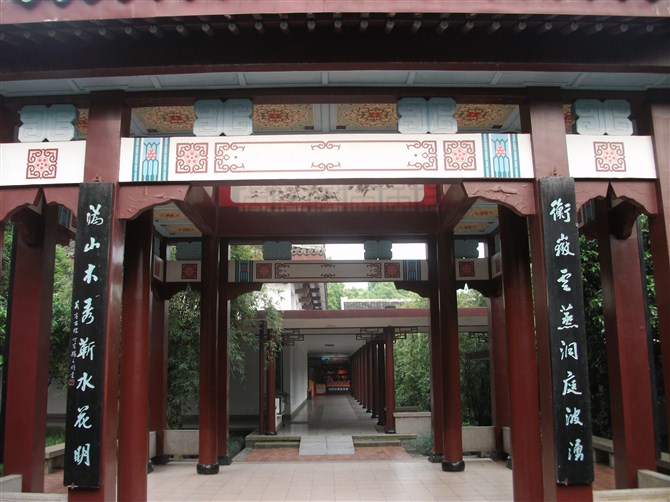
刘少奇纪念馆中的一处殿堂。
刘少奇纪念馆中刘少奇、朱德等人的蜡像。
刘少奇纪念馆中刘少奇工作的蜡像。
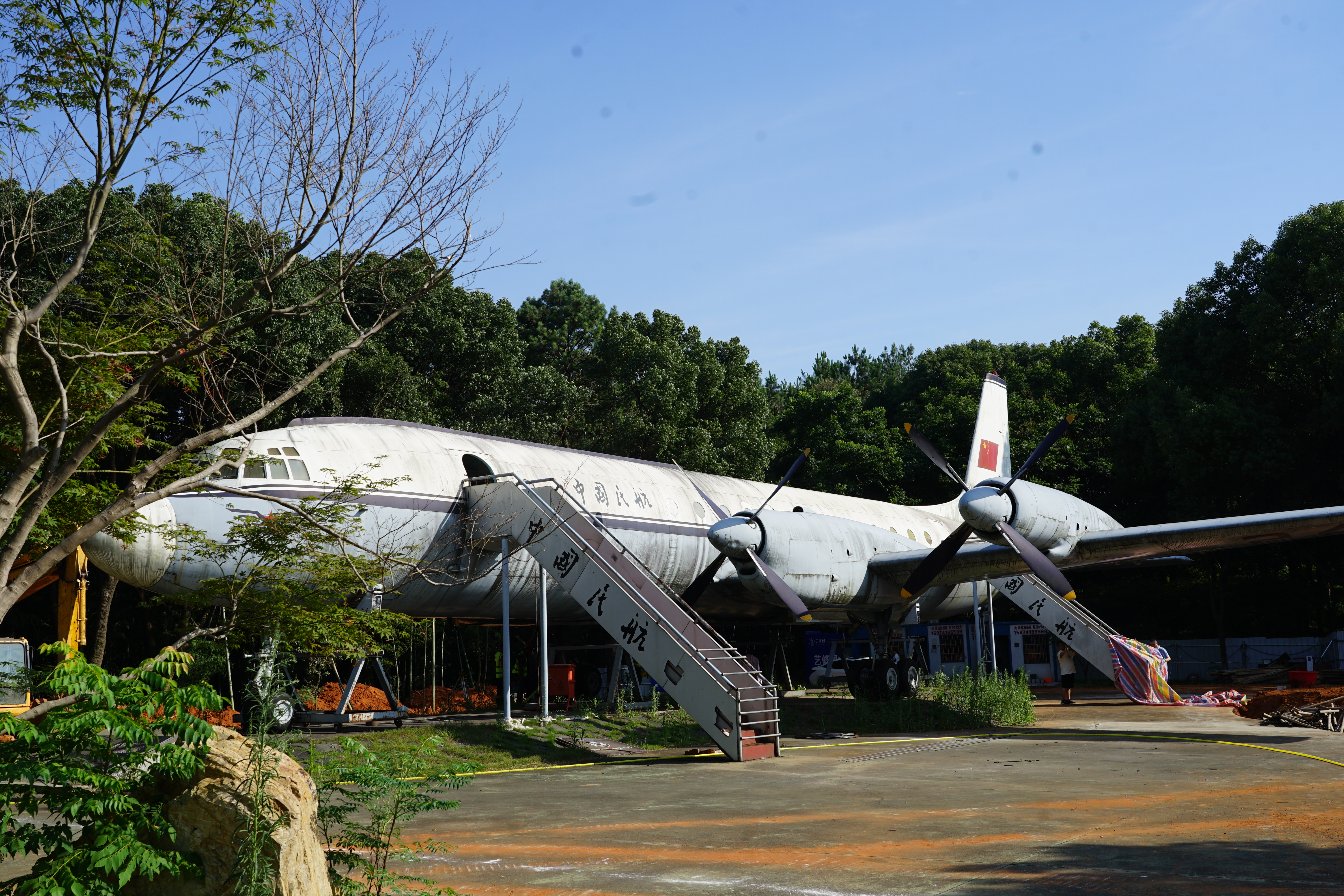
劉少奇的伊留申IL-18座機
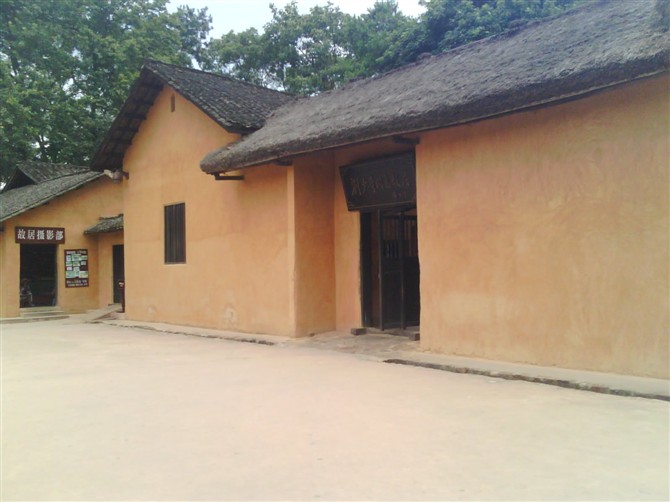
刘少奇故居正门。